# Deltocephalus hartigi
Deltocephalus hartigi är en insektsart som beskrevs av Wagner 1942. Deltocephalus hartigi ingår i släktet Deltocephalus och familjen dvärgstritar. Inga underarter finns listade i Catalogue of Life.